# Nhà thờ Santa María la Real del Sar
Nhà thờ Santa María la Real del Sar (Tiếng Tây Ban Nha: Iglesia de Santa María la Real del Sar) là một nhà thờ nằm ở Santiago de Compostela, Tây Ban Nha. Nó được công nhận là Bien de Interés Cultural năm 1895.